# 米尔布鲁克 (阿拉巴马州)
米尔布鲁克（英語：Millbrook），是美国阿拉巴马州奥陶加县下属的一座城市。面积约为13.37平方英里（约合34.64平方公里）。根据2010年美国人口普查，该市有人口14,640人，人口密度为1,142.86/平方英里（约合441.23/平方公里）。